# Leonor Fini
Leonor Fini (ur. 30 sierpnia 1907  w Buenos Aires, zm. 18 stycznia 1996 w Aubervilliers) – argentyńsko-włoska malarka surrealistyczna.

## Życiorys
Urodziła się w Buenos Aires w Argentynie, jako córka Malviny Braun Dubich (ur. w Trieście, o korzeniach niemiecko-słowiańskich) i Herminio Fini (Włocha z Benevento), wychowywała się w Trieście we Włoszech. W wieku 17 lat przeniosła się do Mediolanu, a następnie do Paryża. Tam poznała: Paula Éluarda, Maxa Ernsta, Georges’a Bataille’a, Henri Cartier-Bressona, Pabla Picassa, André Pieyre de Mandiargues oraz Salvadora Dalego i jego żonę Galę. Podróżowała po Europie samochodem Cartier-Bressona, który w czasie jednej z takich podróży wykonał słynne zdjęcie Fini nago w basenie. Zdjęcie to sprzedano w 2007 za 305 000 dolarów (co jest ceną rekordową za jego pracę).
Malowała portrety Jeana Geneta, Anny Magnani, Jacques’a Audiberti, Alidy Valli, Jeana Schlumbergera (projektant biżuterii) i Suzanne Flon, jak również wielu innych znanych celebrytów Paryża.
Mimo bliskich związków z kręgiem surrealistów, sama nie uważała się za jedną z nich. Jednak jej prace wystawiano często razem z dziełami surrealistów. Jej obrazy są bardzo osobiste i symboliczne, czasem nieco teatralne. Widać w nich fascynację kobiecym ciałem i seksualnością
Podczas pracy dla Elsy Schiaparelli zaprojektowała flakon perfum Shocking, który stał się standardowym produktem firmy Schiaparelli. Projektowała też kostiumy i dekoracje dla teatru, baletu i opery. Zaprojektowała kostiumy do filmów Renato Castellani – Romeo i Julia (1954) i Johna Hustona Walk with Love and Death (1968).
W 1970 roku napisała trzy powieści: Rogomelec, Moumour, Contes pour enfants Vélu i Oneiropompe.
Zilustrowała też wiele utworów wielkich pisarzy i poetów, w tym Edgara Allana Poego, Charles’a Baudelaire’a i Szekspira.
Jej życie stało się tematem filmu dokumentalnego Chrisa Vermorckena Leonore Fini z 1991 roku.

## Życe prywatne
Była raz zamężna, na krótko, z Fedrico Venezianim. Od 1941 roku była związana z włoskim arystokratą, byłym konsulem w Monako Stanislao Leprim, który pod jej wpływem zajął się malarstwem surrealistycznym. W 1952 Fini poznała w Rzymie Konstantego Kota Jeleńskiego, polskiego pisarza i publicystę. Od tego roku aż do śmierci Lepriego w 1980 i Kota Jeleńskiego w 1987, mieszkali razem we troje w domu w Paryżu, prowadząc intensywne życie towarzyskie i obracając się wśród bohemy artystycznej. Wszyscy troje byli biseksualni i prowadzili także dość swobodne życie seksualne, wchodząc w zewnętrzne związki. Za namową Jeleńskiego Fini udostępniła Galerii Lambert (pomysłodawcą i założycielem był Kazimierz Romanowicz) listę adresów marszandów, kolekcjonerów, snobów i bywalców salonów oraz krytyków sztuki.